# Гулд, Кеннет
Кеннет Гулд (англ. Kenneth Gould; род. 11 мая 1967, Рокфорд) — американский боксёр, представитель полусредней весовой категории. Выступал за сборную США по боксу во второй половине 1980-х годов, бронзовый призёр летних Олимпийских игр в Сеуле, чемпион мира, серебряный призёр Панамериканских игр, трёхкратный чемпион американского национального первенства. В период 1988—1993 годов боксировал на профессиональном уровне, владел титулом чемпиона мира IBO.

## Биография
Кеннет Гулд родился 11 мая 1967 года в городе Рокфорд штата Иллинойс, США.

### Любительская карьера
В 1984 году боксировал в зачёте национального турнира «Золотые перчатки» в Сент-Луисе, но уже в четвертьфинале был остановлен Марком Стриклендом.
Первого серьёзного успеха на международном уровне добился в 1985 году, когда вошёл в состав американской национальной сборной и завоевал бронзовую медаль на юниорском чемпионате мира в Бухаресте — в полуфинале полусреднего веса уступил болгарину Ангелу Стоянову. Также в этом сезоне впервые стал чемпионом США по боксу среди любителей.
В 1986 году защитил звание национального чемпиона и выступил на домашнем чемпионате мира в Рино, где одолел всех оппонентов, в том числе в финале победил титулованного кубинца Канделарио Дуверхеля, и завоевал тем самым золотую медаль.
В 1987 году в третий раз подряд одержал победу на чемпионате США, кроме того, получил награду серебряного достоинства на североамериканском чемпионате в Торонто, где был побеждён представителем Кубы Хуаном Карлосом Лемусом, взял серебро на домашних Панамериканских играх в Индианаполисе, вновь потерпев поражение от Лемуса.
Благодаря череде удачных выступлений удостоился права защищать честь страны на летних Олимпийских играх 1988 года в Сеуле — в категории до 67 кг благополучно прошёл первых четверых соперников по турнирной сетке, тогда как в пятом поединке на стадии полуфиналов со счётом 1:4 проиграл французу Лорану Будуани и получил таким образом бронзовую олимпийскую медаль.

### Профессиональная карьера
Сразу по окончании сеульской Олимпиады Гулд покинул расположение американской сборной и уже в декабре 1988 года успешно дебютировал на профессиональном уровне. Долгое время не знал поражений, но в июле 1990 года неожиданно проиграл техническим нокаутом малоизвестному боксёру с отрицательным рекордом Энтони Брайанту.
Один из самых значимых поединков на профессиональном ринге провёл в июле 1991 года, встретившись с непобеждённым соотечественником Роджером Тёрнером (20-0), будущим претендентом на титул чемпиона мира. Противостояние между ними продлилось все отведённые 10 раундов, в итоге судьи единогласно отдали победу Тёрнеру.
В январе 1993 года завоевал вакантный титул чемпиона мира в полусреднем весе по версии второстепенной Международной боксёрской организации (IBO). Позже победил таких известных боксёров как Джимми Пол (32-5) и Давид Гонсалес (35-2-1), однако из-за серьёзной травмы плеча вскоре вынужден был завершить спортивную карьеру. В общей сложности провёл в профессиональном боксе 28 боёв, из них 26 выиграл (в том числе 15 досрочно) и 2 проиграл.